# Alangium qingchuanense
Alangium qingchuanense là một loài thực vật có hoa trong họ Cornaceae. Loài này được M.Y.He miêu tả khoa học đầu tiên năm 1996.